# 해피 로즈
해피 로즈(Happy Rhodes, 1965년 8월 9일 ~ )는 미국의 싱어송라이터, 기타·키보드 연주자, 전자 음악가이다. 4 옥타브까지 올라가는 음역대를 지닌 가수이다.

## 음반 목록
- Rhodes Volume I (1986)
- Rhodes Volume II (1986)
- Rearmament (1986)
- Ecto (1987)
- Warpaint (1991)
- Equipoise (1993)
- Rhodesongs (1993)
- Building the Colossus (1994)
- The Keep (1995)
- Many Worlds Are Born Tonight (1998)
- Find Me (2007)
- Happy Rhodes: Ectrophia (2018)